# Cloud Database Connectivity
Cloud Database Connectivity（クラウドデータベースコネクティヴィティ、CDBC）はクラウドデータベースに接続するための.NETライブラリである。 開発方法はODP.net、SqlClient、MySQL Connector/NET、Npgsql などと類似している。

## 機能
CDBCはhttpsプロトコルを使用してリモートデータベースにアクセスできる。 CDBCを使えばWindowsネイティブアプリケーションも簡単にクラウドデータベースにアクセスできる。 Oracle、SqlServer、MySql、PostgreSQLをサポートしている。
Classes
- CdbcCommand
- CdbcCommandBuilder
- CdbcCommandCollection
- CdbcConnection
- CdbcDataAdapter
- CdbcParameter
- CdbcParameterCollection
- CdbcTransaction